# Incumbente
Incumbente (do latim incumbens, - entis, particípio presente de incumbo, -ere, significando deitar-se sobre, estender-se sobre, inclinar-se para) é um termo técnico utilizado em botânica, geologia e entomologia, para designar algo que está jacente a outra coisa, ou aposto a ela:
- Botânica
  - um incumbente é um dos cotilédones dobrado de modo a que o hipocótilo fique encostado ao dorso de um deles.[2]
  - um incumbente é uma anteras deitada contra o lado interno do filamento.[2]
- Geologia
  - Algo que está sobreposto ou superjacente, como os estratos geológicos sobrepostos.[2]
- Entomologia
  - Um incumbente é uma asa de um inseto dobrada horizontalmente sobre o dorso, quando está em repouso.[2]

## Na política
O incumbente, em política, é o titular de um cargo político. Este termo geralmente é usado em referência a eleições, na qual as disputas muitas vezes podem ser definidas como sendo entre um incumbente, buscando sua reeleição, e um não incumbente.